# Unzué
Unzué en espagnol ou Untzue  en basque est une municipalité de la communauté forale de Navarre, dans le Nord de l'Espagne.
Elle est située dans la zone linguistique mixte de la province, à 21 km de sa capitale, Pampelune. Le secrétaire de mairie est aussi celui de Garínoain, Orísoain.

## Localités limitrophes
Tiebas, Monreal et Elorz au nord ; Biurrun-Olcoz, Barásoain et Olóriz au sud, Tiebas-Muruarte de Reta à l'ouest.

## Démographie
| Évolution démographique entre 1897 et 1991 | Évolution démographique entre 1897 et 1991 | Évolution démographique entre 1897 et 1991 | Évolution démographique entre 1897 et 1991 | Évolution démographique entre 1897 et 1991 | Évolution démographique entre 1897 et 1991 | Évolution démographique entre 1897 et 1991 | Évolution démographique entre 1897 et 1991 | Évolution démographique entre 1897 et 1991 | Évolution démographique entre 1897 et 1991 |
| 1897                                       | 1900                                       | 1930                                       | 1940                                       | 1950                                       | 1960                                       | 1970                                       | 1975                                       | 1981                                       | 1991                                       |
| ------------------------------------------ | ------------------------------------------ | ------------------------------------------ | ------------------------------------------ | ------------------------------------------ | ------------------------------------------ | ------------------------------------------ | ------------------------------------------ | ------------------------------------------ | ------------------------------------------ |
| 368                                        | 397                                        | 323                                        | 285                                        | 267                                        | 256                                        | 174                                        | 134                                        | 128                                        | 144                                        |
| Sources: wikipedia espagnole Unzué         |                                            |                                            |                                            |                                            |                                            |                                            |                                            |                                            |                                            |

| Évolution démographique                               | Évolution démographique | Évolution démographique | Évolution démographique | Évolution démographique | Évolution démographique | Évolution démographique | Évolution démographique | Évolution démographique | Évolution démographique | Évolution démographique |
| 1996                                                  | 1998                    | 1999                    | 2000                    | 2001                    | 2002                    | 2003                    | 2004                    | 2005                    | 2006                    | 2007                    |
| ----------------------------------------------------- | ----------------------- | ----------------------- | ----------------------- | ----------------------- | ----------------------- | ----------------------- | ----------------------- | ----------------------- | ----------------------- | ----------------------- |
| 132                                                   | 135                     | 137                     | 138                     | 131                     | 133                     | 133                     | 139                     | 144                     | 137                     | 139                     |
| Sources: Unzué et instituto de estadística de navarra |                         |                         |                         |                         |                         |                         |                         |                         |                         |                         |

## Patrimoine

### Patrimoine civil
- Vestiges du Château médiéval de Guerga
- Palais du Chef d'Armes

### Patrimoine religieux
- Paroisse de San Millan
- Ermitage d'Artederreta
- Ermitage de San Bernabe

## Personnalités
- Máximo Ortabe (1898-1962): journaliste et poète.

### Sources
- (es) Cet article est partiellement ou en totalité issu de l’article de Wikipédia en espagnol intitulé « Unzué » (voir la liste des auteurs).